# Україна на пісенному конкурсі Євробачення 2022
Україна взяла участь у 66-му Пісенному конкурсі Євробачення, який відбувся в Турині, Італія, з 10 по 14 травня 2022 року і здобула на ньому перемогу.
Під час Нацвідбору, який відбувся 12 лютого 2022 року, за право представити Україну на конкурсі боролися 8 учасників. Перемогу здобула Аліна Паш. Проте через підробку нею документів, необхідних для участі в конкурсі, її було дискваліфіковано. Натомість Україну представив гурт «Kalush Orchestra».

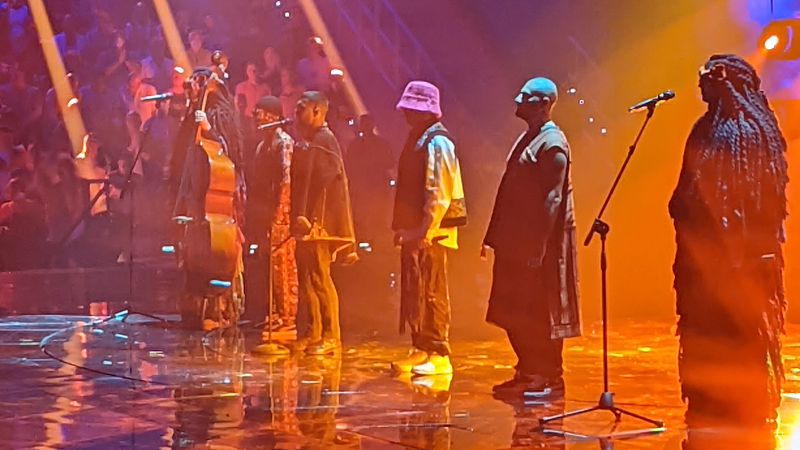
Kalush Orchestra

Під час першого півфіналу (10 травня) гурт посів перше місце, набравши 337 балів від журі та глядачів. Під час фіналу конкурсу (14 травня) гурт набрав 631 бал, ставши переможцем «Євробачення-2022». Завдяки цьому Україна здобула право провести конкурс у 2023 році.

## Передісторія
2002 року «Національна телекомпанія України» долучилася до Пісенного конкурсу Євробачення. Відтоді до 2021 року Україна була представлена на конкурсі 16 разів, з яких двічі перемагала: 2004 року з піснею «Wild Dances» і 2016 року — з «1944». Найгіршим результатом України на конкурсі став 2017 рік. Тоді з піснею «Time» країну представив гурт «O.Torvald», посівши 24 місце.
2018 року після закінчення трирічного контракту з телеканалом «СТБ» щодо спільного проведення Національного відбору для Євробачення, «Національна суспільна телерадіокомпанія України» підписала новий контракт, який діяв до 2021 року включно. 30 серпня 2021 року телеканал «СТБ» повідомив, що не планує продовжувати контракт із НСТУ. У зв'язку із цим національний відбір Євробачення-2022 Суспільне проводило самостійно.

## Національний відбір
Національний відбір на Євробачення-2022 в Україні стартував 14 грудня 2021 року. 2022 року національний відбір пройшов без півфіналів. Приймання заявок тривало до 10 січня 2022 року. 24 січня оголосили список фіналістів. Фінал відбувся 12 лютого.

### Журі
До складу журі Нацвідбору-2022 увійшли:
- Тіна Кароль, українська співачка, представниця України на Пісенному конкурсі Євробачення 2006[5];
- Ярослав Лодигін, український режисер, сценарист, член правління ПАТ «НСТУ», радіоведучий та засновник радіо «Аристократи»[6];
- Джамала, українська співачка, переможниця Пісенного конкурсу Євробачення 2016[7].

### Учасники
10 січня закінчився термін подачі заявок на участь у національному відборі. 17 січня був опублікований лонглист учасників: Аліна Паш, Anariia, Barleben, DOdoBro, Fizruk, Gorim!, DXO, Kalush Orchestra, Laud, Лаура Марті, Cloudless, Michael Soul, Our Atlantic, Oyedamola, Roxolana, Schor, Shy, Sofia Shanti, Sowa, The Blue Artic, The Tape Machine, Victoria Niro, Wellboy, Анця, Віка Ягич, Юлія Тимочко, Східзахід.
24 січня на пресконференції було оголошено вісімку фіналістів національного відбору.
| Фіналісти          | Фіналісти                        | Фіналісти            | Фіналісти              | Фіналісти                                                                              |
| Виконавець         | Пісня                            | Переклад             | Мова                   | Автори                                                                                 |
| ------------------ | -------------------------------- | -------------------- | ---------------------- | -------------------------------------------------------------------------------------- |
| Аліна Паш          | «Shadows of forgotten ancestors» | Тіні забутих предків | українська, англійська | Аліна Паш, Тарас Базеєв                                                                |
| Barleben           | «Hear my words»                  | Почуй мої слова      | англійська             |                                                                                        |
| «Cloudless»        | «All be alright»                 | Все добре            | англійська             | Антон Панфілов, Юрій Каналош, Михайло Шатохін                                          |
| «Kalush Orchestra» | «Stefania»                       | Стефанія             | українська             | Олег Псюк, Іван Клименко, Тимофій Музичук, Ігор Діденчук, Віталій Дужик, Антон Chilibi |
| Michael Soul       | «Demons»                         | Демони               | англійська             | Михайло Сосунов                                                                        |
| «Our Atlantic»     | «Моя любов»                      | —                    | українська             | Дмитро Бакал, Віктор Байда                                                             |
| Roxolana           | «Girlzzz»                        | Дівчата              | англійська, українська | Роксоляна Сирота                                                                       |
| Wellboy            | «Nozzy bossy»                    | Нозі босі            | українська, англійська | Антон Велбой, Євген Тріплов, Степан Олійник, Сергій Юров                               |
| Laud               | «Head underwater»                | Голова під водою     | англійська             | Данієль Ботінг, Владислав Каращук                                                      |

Нотатки:
1. ↑  «Нозі» є двоїною до слова «нога» (у множині «ноги»).
2. ↑  Невдовзі після оголошення фіналістів співака Laud було дискваліфіковано через порушення умов відбору. Його конкурсна пісня була оприлюднена раніше 1 вересня 2021 року. Новим фіналістом став Barleben.

### Фінал
Ведучими фіналу стали Марія Єфросініна та Тімур Мірошниченко.
Фінал відкрив виступ гурту «Go_A», який представляв Україну на Євробаченні-2021, з піснею «SHUM». Після цього виступили 8 фіналістів Нацвідбору.
Перед закриттям ліній глядацького голосування виступила переможниця Євробачення-2016 та членкиня журі Джамала з піснею «Потайки». Перед оголошенням результатів глядацького голосування також виступили представники України на Дитячому Євробаченні: Даріна Красновецька, Софія Іванько, Олександр Балабанов та Олена Усенко, а після цього — членкиня журі Тіна Кароль.

#### Результати голосування
| Фінал — 12 лютого 2022 | Фінал — 12 лютого 2022 | Фінал — 12 лютого 2022           | Фінал — 12 лютого 2022 | Фінал — 12 лютого 2022 | Фінал — 12 лютого 2022 | Фінал — 12 лютого 2022 | Фінал — 12 лютого 2022 | Фінал — 12 лютого 2022 |
| Номер                  | Виконавець             | Пісня                            | Судді                  | Телеголосування        | Телеголосування        | Телеголосування        | Підсумок               | Місце                  |
| Номер                  | Виконавець             | Пісня                            | Судді                  | Кількість СМС          | % СМС                  | Бали                   | Підсумок               | Місце                  |
| ---------------------- | ---------------------- | -------------------------------- | ---------------------- | ---------------------- | ---------------------- | ---------------------- | ---------------------- | ---------------------- |
| 1                      | «Cloudless»            | «All be alright»                 | 1                      | 3410                   | 3,98                   | 4                      | 5                      | 7                      |
| 2                      | Michael Soul           | «Demons»                         | 2                      | 1239                   | 1,45                   | 1                      | 3                      | 8                      |
| 3                      | «Our Atlantic»         | «Моя любов»                      | 5                      | 1605                   | 1,87                   | 2                      | 7                      | 6                      |
| 4                      | Barleben               | «Hear my words»                  | 4                      | 2740                   | 3,20                   | 3                      | 7                      | 5                      |
| 5                      | «Kalush Orchestra»     | «Стефанія»                       | 6                      | 51634                  | 60,28                  | 8                      | 14                     | 2                      |
| 6                      | Roxolana               | «Girlzzz»                        | 3                      | 5034                   | 5,88                   | 5                      | 8                      | 4                      |
| 7                      | Wellboy                | «Nozzy bossy»                    | 7                      | 5641                   | 6,59                   | 6                      | 13                     | 3                      |
| 8                      | Аліна Паш              | «Shadows of forgotten ancestors» | 8                      | 14353                  | 16,75                  | 7                      | 15                     | 1                      |

Нотатки:
1. ↑  За рішенням оргкомітету від 16 лютого Аліну Паш дискваліфіковано від участи у конкурсі.

| Результати суддівського голосування | Результати суддівського голосування | Результати суддівського голосування | Результати суддівського голосування | Результати суддівського голосування | Результати суддівського голосування | Результати суддівського голосування |
| Номер                               | Пісня                               | Судді                               | Судді                               | Судді                               | Підсумок                            | Бали                                |
| Номер                               | Пісня                               | Джамала                             | Лодигін                             | Кароль                              | Підсумок                            | Бали                                |
| ----------------------------------- | ----------------------------------- | ----------------------------------- | ----------------------------------- | ----------------------------------- | ----------------------------------- | ----------------------------------- |
| 1                                   | «All be alright»                    | 1                                   | 1                                   | 3                                   | 5                                   | 1                                   |
| 2                                   | «Demons»                            | 2                                   | 4                                   | 1                                   | 7                                   | 2                                   |
| 3                                   | «Моя любов»                         | 5                                   | 6                                   | 4                                   | 15                                  | 5                                   |
| 4                                   | «Hear my words»                     | 7                                   | 2                                   | 5                                   | 14                                  | 4                                   |
| 5                                   | «Stefania»                          | 6                                   | 3                                   | 7                                   | 16                                  | 6                                   |
| 6                                   | «Girlzzz»                           | 3                                   | 5                                   | 2                                   | 10                                  | 3                                   |
| 7                                   | «Nozzy bossy»                       | 4                                   | 7                                   | 8                                   | 19                                  | 7                                   |
| 8                                   | «Shadows of forgotten ancestors»    | 8                                   | 8                                   | 6                                   | 22                                  | 8                                   |

### Дискваліфікація переможця та обрання нового представника

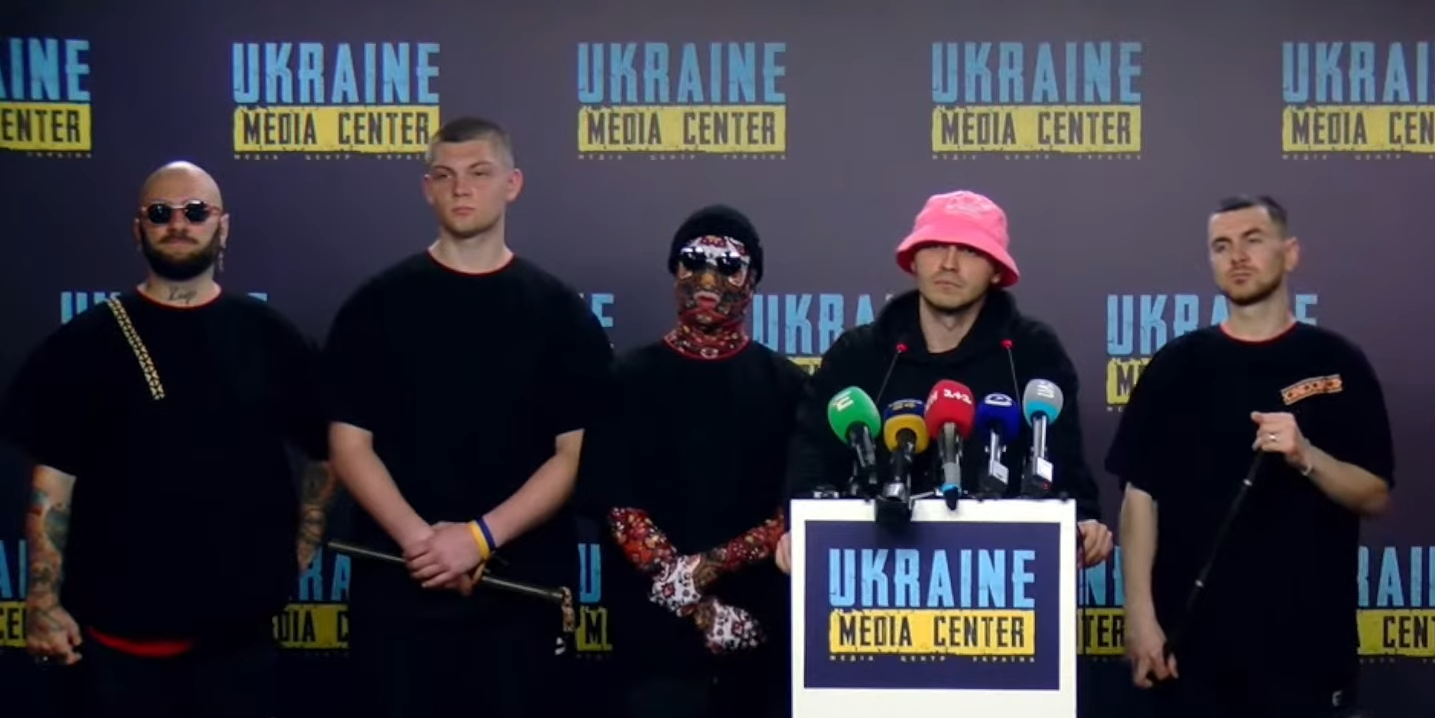
«Kalush Orchestra»

Через те, що Аліна Паш, переможниця Нацвідбору, надала фальшиву довідку від ДПСУ про те, що адмінмежу з окупованим Кримом вона нібито перетинала через КПВВ «Чаплинка» у Херсонській області, рішенням Організаційного комітету від 16 лютого її було дискваліфіковано.
На засіданні оргкомітету 17 лютого було прийнято рішення звернутися до гурту «Kalush Orchestra», який посів друге місце у Нацвідборі, з пропозицією представити Україну на Євробаченні-2022. 22 лютого Організаційний комітет прийняв рішення про те, що «Kalush Orchestra» представлять Україну на конкурсі.

## Виступ на Євробаченні

### Підготовка

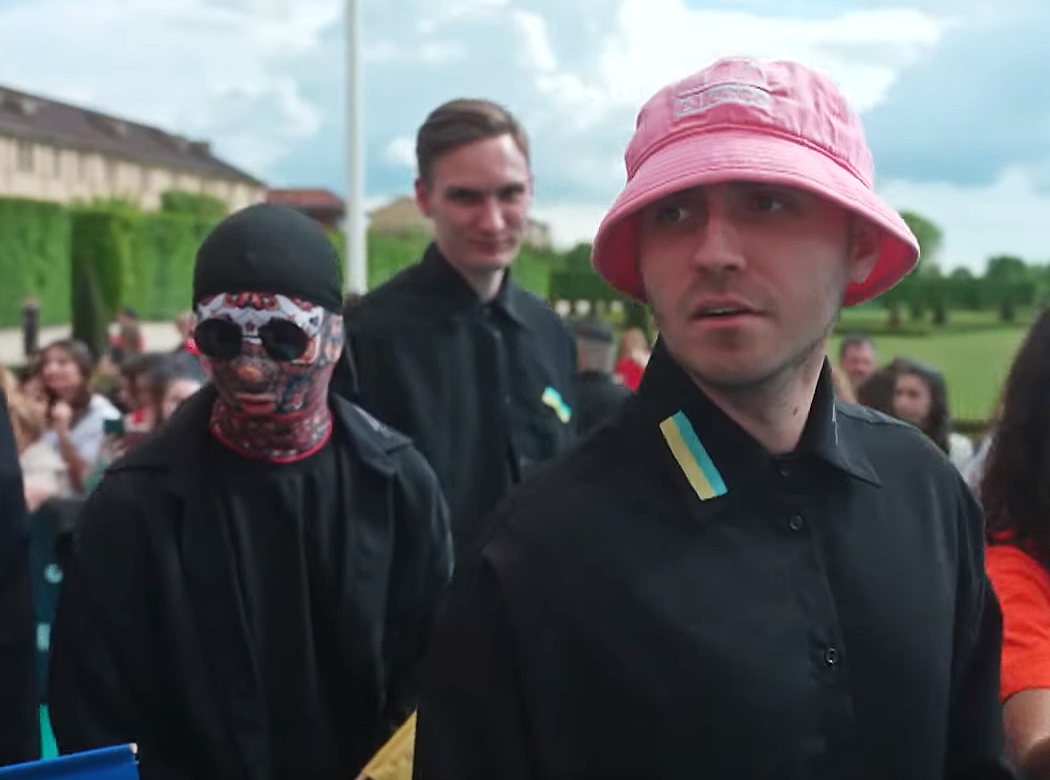
Гурт «Kalush Orchestra» на церемонії відкриття «Євробачення-2022» («бірюзовій доріжці») в. 8 травня 2022

У зв'язку з тим, що 24 лютого 2022 року Росія розпочала повномасштабне вторгнення в Україну, 14 березня було оголошено, що гурт «Kalush Orchestra» запише відео свого виступу, а в разі, якщо бойові дії будуть припинені до травня, гурт поїде у Турин і виступить на конкурсі. 31 березня представник «Kalush Orchestra» повідомив, що якщо гурт не зможе виступити наживо в Турині, то організатори конкурсу дозволять увімкнути запис виступу на Нацвідборі. У зв'язку з бойовими діями організатори дозволили не записувати відео з резервним номером. 2 квітня під час вуличного виступу на площі Ринок у Львові лідер гурту Олег Псюк заявив, що виступить на конкурсі наживо в Турині, а перед тим поїде в європейський промотур збирати гроші на підтримку України.
29 березня відбулося жеребкування, яке визначило, що Україна виступить у першому півфіналі Євробачення-2022 під номером 6.
29 квітня на офіційній YouTube-сторінці конкурсу з'явилася нова версія кліпу на пісню «Стефанія», знята в Будинку вчених у Львові.
29 квітня гурт «Kalush Orchestra» поїхав до Італії. 30 квітня відбулася перша репетиція виступу гурту на конкурсі, а 4 травня — друга репетиція. 8 травня гурт відвідав церемонію відкриття Євробачення-2022.

### Прогнози букмекерів
| Офіційний представник | Дата       | Ймовірність перемоги, % | Місце | Найближчі конкуренти                                  |
| --------------------- | ---------- | ----------------------- | ----- | ----------------------------------------------------- |
| Аліна Паш             | 13 лютого  | 7                       | 2     | Італія (18 %, 1 місце) Швеція (7 %, 3 місце)          |
| Kalush Orchestra      | 23 лютого  | 6                       | 5     | Швеція (6 %, 4 місце) Греція (5 %, 6 місце)           |
| Kalush Orchestra      | 26 лютого  | 21                      | 1     | Італія (20 %, 2 місце) Австралія (5 %, 3 місце)       |
| Kalush Orchestra      | 3 березня  | 25                      | 1     | Італія (17 %, 2 місце) Швеція (6 %, 3 місце)          |
| Kalush Orchestra      | 14 березня | 32                      | 1     | Італія (17 %, 2 місце) Швеція (9 %, 3 місце)          |
| Kalush Orchestra      | 21 березня | 35                      | 1     | Італія (15 %, 2 місце) Швеція (12 %, 3 місце)         |
| Kalush Orchestra      | 27 квітня  | 42                      | 1     | Італія (15 %, 2 місце) Швеція (10 %, 3 місце)         |
| Kalush Orchestra      | 4 травня   | 43                      | 1     | Італія (13 %, 2 місце) Швеція (11 %, 3 місце)         |
| Kalush Orchestra      | 13 травня  | 57                      | 1     | Велика Британія (10 %, 2 місце) Швеція (8 %, 3 місце) |

### Перший півфінал

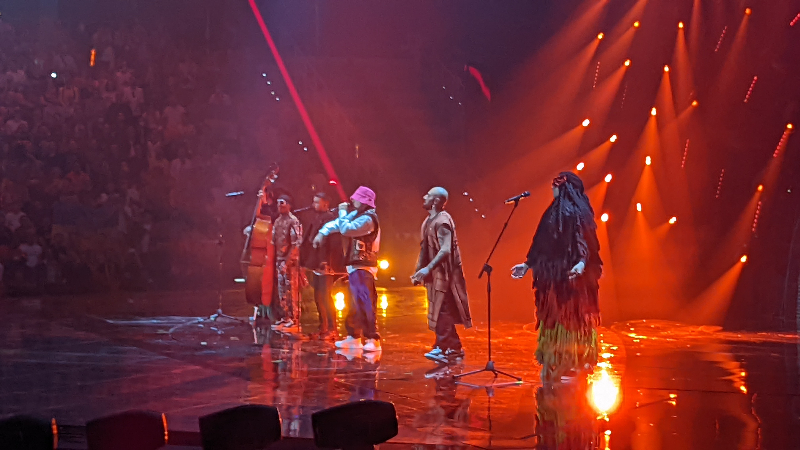
Виступ «Kalush Orchestra» у першому півфіналі

10 травня відбувся перший півфінал Євробачення-2022. Гурт «Kalush Orchestra» виступив у ньому під номером 6. За результатами суддівського (проведеного 9 травня) та глядацького голосувань (проведеного безпосередньо під час прямого етеру) гурт «Kalush Orchestra» пройшов до фіналу конкурсу. Результати суддівського та глядацького голосувань, відповідно до правил конкурсу, оприлюднили після фіналу та оголошення переможця. Україна отримала в першому півфіналі загалом 337 балів (202 від глядачів та 135 від журі), посівши загальне перше місце.

Режисер-постановник номера — Олексій Жембровський.
Для виступу гурт одягнув українські національні костюми. Над ними працювали дизайнер Назар Дідик, етнографиня, галеристка і дизайнерка Роксоляна Шимчук, а також художниця з костюмів Ольга Карпів. Під час виступу на сцені з'являлися чорно-білі кадри очей та рук як символа матері, образ якої є центральною темою пісні «Стефанія».
Фронтмен гурту «Kalush Orchestra» Олег Псюк прокоментував проходження команди до фіналу конкурсу:
|   | Цього року, під час війни, Євробачення для нас дуже важливе через те, що нашу культуру хочуть знищити. Ми тут, щоб показати, що вона є і вона жива! Музика жива і вона дуже красива, вона має власний, дуже гарний почерк. Тому ми тут і нам потрібна ваша [глядачів] підтримка. |
| — | |

| Результати суддівського та глядацького голосування за Україну у першому півфіналі Євробачення-2022 | Результати суддівського та глядацького голосування за Україну у першому півфіналі Євробачення-2022 | Результати суддівського та глядацького голосування за Україну у першому півфіналі Євробачення-2022 |
| Країна                                                                                             | Бали суддів                                                                                        | Бали глядачів                                                                                      |
| -------------------------------------------------------------------------------------------------- | -------------------------------------------------------------------------------------------------- | -------------------------------------------------------------------------------------------------- |
| Австрія                                                                                            | —                                                                                                  | 12                                                                                                 |
| Албанія                                                                                            | 8                                                                                                  | 12                                                                                                 |
| Болгарія                                                                                           | —                                                                                                  | 12                                                                                                 |
| Вірменія                                                                                           | 7                                                                                                  | 12                                                                                                 |
| Греція                                                                                             | 3                                                                                                  | 10                                                                                                 |
| Данія                                                                                              | 7                                                                                                  | 12                                                                                                 |
| Ісландія                                                                                           | 10                                                                                                 | 12                                                                                                 |
| Італія                                                                                             | 7                                                                                                  | 12                                                                                                 |
| Латвія                                                                                             | 12                                                                                                 | 12                                                                                                 |
| Литва                                                                                              | 12                                                                                                 | 12                                                                                                 |
| Молдова                                                                                            | 12                                                                                                 | 12                                                                                                 |
| Нідерланди                                                                                         | 8                                                                                                  | 12                                                                                                 |
| Норвегія                                                                                           | 6                                                                                                  | 10                                                                                                 |
| Португалія                                                                                         | 7                                                                                                  | 12                                                                                                 |
| Словенія                                                                                           | 7                                                                                                  | 10                                                                                                 |
| Україна                                                                                            | не голосує                                                                                         | не голосує                                                                                         |
| Франція                                                                                            | 10                                                                                                 | 10                                                                                                 |
| Хорватія                                                                                           | 7                                                                                                  | 12                                                                                                 |
| Швейцарія                                                                                          | 8                                                                                                  | 10                                                                                                 |

### Фінал
За результатами жеребкування, проведеного одразу після першого півфіналу, було визначено, що гурт «Kalush Orchestra» виступить у першій половині фіналу Євробачення-2022. Після другого півфіналу, який відбувся 12 травня, визначилися всі учасники фіналу конкурсу, отож, у результаті жеребкування, було визначено, що гурт представники України виступатимуть у фіналі конкурсу під номером 12.
14 травня гурт «Kalush Orchestra» виступив у фіналі Євробачення-2022. Номер у фіналі майже не відрізнявся від номеру, виконаного у першому півфіналі: національні костюми, очі та руки матері й інші елементи були збережені.
Одразу після виступу, ще перебуваючи на сцені, фронтмен гурту Олег Псюк звернувся у прямому етері до авдиторії Євробачення:
|  | Я звертаюся до кожного з вас. Будь ласка, допоможіть Україні, Маріуполю. Допоможіть Азовсталі. Прямо зараз! |

Після такого заклику в пошуковій системі Google зросла кількість запитів «Azovstal». Пізніше в прямому етері ведучий Євробачення-2022 Алессандро Каттелан висловив думку організаторів конкурсу:
|  | Ми розуміємо глибокі почуття навколо України в цей момент і вважаємо, що заяви Kalush Orchestra та інших виконавців, які висловлюють підтримку українському народу, мають гуманітарний, а не політичний характер. |

15 травня під час Zoom-пресконференції для українських ЗМІ голова української делегації Оксана Скибінська заявила, що заяву щодо «Азовсталі» намагались узгодити з організаторами конкурсу.
За результатами суддівського голосування Україна отримала 192 бали та посіла 4-те місце. Глядачі конкурсу віддали представникам України 439 балів. Таким чином, усього Україна отримала 631 бал та посіла 1-е місце, ставши переможницею конкурсу Євробачення-2022.
| Австралія          | 7          | 12         |
| Австрія            | —          | 12         |
| Азербайджан        | 6          | 12         |
| Албанія            | 7          | 10         |
| Бельгія            | 6          | 12         |
| Болгарія           | —          | 12         |
| Велика Британія    | —          | 12         |
| Вірменія           | 6          | 10         |
| Греція             | —          | 10         |
| Грузія             | 6          | 12         |
| Данія              | 5          | 12         |
| Естонія            | —          | 12         |
| Ізраїль            | 7          | 12         |
| Ірландія           | 3          | 12         |
| Ісландія           | 10         | 12         |
| Іспанія            | —          | 12         |
| Італія             | —          | 12         |
| Кіпр               | 7          | 12         |
| Латвія             | 12         | 12         |
| Литва              | 12         | 12         |
| Мальта             | —          | 8          |
| Молдова            | 12         | 12         |
| Нідерланди         | —          | 12         |
| Німеччина          | 10         | 12         |
| Норвегія           | 3          | 12         |
| Північна Македонія | —          | 8          |
| Польща             | 12         | 12         |
| Португалія         | 8          | 12         |
| Румунія            | 12         | 10         |
| Сан-Марино         | 2          | 12         |
| Сербія             | —          | 7          |
| Словенія           | 8          | 10         |
| Україна            | не голосує | не голосує |
| Фінляндія          | —          | 12         |
| Франція            | 10         | 12         |
| Хорватія           | 8          | 10         |
| Чехія              | 4          | 12         |
| Чорногорія         | 6          | 10         |
| Швейцарія          | 3          | 10         |
| Швеція             | —          | 12         |

## Голосування України за інші країни
2 травня було оголошено, що речницею українського журі на Євробаченні-2022 стала Катерина Павленко — солістка гурту «Go_A», який представляв Україну на Євробаченні-2021.
До українського національного журі увійшли п'ятеро осіб: Вадим Лисиця (голова журі), Андрій Капраль, Ірина Федишин, Андрій Яцків, Лук'ян Галкін. Максимальні 12 балів журі віддало Великій Британії.
| Результати суддівського та глядацького голосування України у першому півфіналі Євробачення-2022 | Результати суддівського та глядацького голосування України у першому півфіналі Євробачення-2022 | Результати суддівського та глядацького голосування України у першому півфіналі Євробачення-2022 |
| Країна                                                                                          | Бали суддів                                                                                     | Бали глядачів                                                                                   |
| ----------------------------------------------------------------------------------------------- | ----------------------------------------------------------------------------------------------- | ----------------------------------------------------------------------------------------------- |
| Австрія                                                                                         | —                                                                                               | 3                                                                                               |
| Вірменія                                                                                        | 10                                                                                              | 2                                                                                               |
| Данія                                                                                           | 5                                                                                               | —                                                                                               |
| Греція                                                                                          | 7                                                                                               | 1                                                                                               |
| Ісландія                                                                                        | 4                                                                                               | 8                                                                                               |
| Латвія                                                                                          | —                                                                                               | 5                                                                                               |
| Литва                                                                                           | —                                                                                               | 12                                                                                              |
| Молдова                                                                                         | 2                                                                                               | 10                                                                                              |
| Нідерланди                                                                                      | 12                                                                                              | 6                                                                                               |
| Норвегія                                                                                        | 1                                                                                               | 7                                                                                               |
| Португалія                                                                                      | 8                                                                                               | 4                                                                                               |
| Україна                                                                                         | не голосує                                                                                      | не голосує                                                                                      |
| Хорватія                                                                                        | 3                                                                                               | —                                                                                               |
| Швейцарія                                                                                       | 6                                                                                               | —                                                                                               |

| Результати суддівського та глядацького голосування України у фіналі Євробачення-2022 | Результати суддівського та глядацького голосування України у фіналі Євробачення-2022 | Результати суддівського та глядацького голосування України у фіналі Євробачення-2022 |
| Країна                                                                               | Бали суддів                                                                          | Бали глядачів                                                                        |
| ------------------------------------------------------------------------------------ | ------------------------------------------------------------------------------------ | ------------------------------------------------------------------------------------ |
| Австралія                                                                            | 3                                                                                    | —                                                                                    |
| Азербайджан                                                                          | 5                                                                                    | —                                                                                    |
| Велика Британія                                                                      | 12                                                                                   | 7                                                                                    |
| Вірменія                                                                             | 2                                                                                    | —                                                                                    |
| Греція                                                                               | 7                                                                                    | —                                                                                    |
| Естонія                                                                              | —                                                                                    | 5                                                                                    |
| Ісландія                                                                             | —                                                                                    | 8                                                                                    |
| Іспанія                                                                              | —                                                                                    | 1                                                                                    |
| Литва                                                                                | —                                                                                    | 10                                                                                   |
| Молдова                                                                              | —                                                                                    | 6                                                                                    |
| Нідерланди                                                                           | 8                                                                                    | 3                                                                                    |
| Норвегія                                                                             | —                                                                                    | 2                                                                                    |
| Португалія                                                                           | 10                                                                                   | —                                                                                    |
| Польща                                                                               | —                                                                                    | 12                                                                                   |
| Україна                                                                              | не голосує                                                                           | не голосує                                                                           |
| Фінляндія                                                                            | —                                                                                    | 4                                                                                    |
| Чехія                                                                                | 1                                                                                    | —                                                                                    |
| Швейцарія                                                                            | 6                                                                                    | —                                                                                    |
| Швеція                                                                               | 4                                                                                    | —                                                                                    |

## Після конкурсу
25 травня 2022 року фронтмен гурту «Kalush Orchestra» Олег Псюк, як і обіцяв ще до перемоги на Євробаченні-2022, виставив кубок переможця конкурсу на аукціон. Посередником в аукціоні став Благодійний фонд Сергія Притули. Той, хто зголосився б заплатити за трофей найбільшу суму, отримував його після аукціону. Також у межах аукціону розігрувалася панамка, в якій Олег Псюк виступив на конкурсі в Турині. Переможця цього розіграшу вибрали випадково. 29 травня у прямому етері відбувся аукціон, на якому головну нагороду Євробачення-2022 продали за 900 тис. доларів США. Усі вилучені кошти пішли на допомогу Збройним Силам України.

## Скандали

### Дискваліфікація LAUD
25 січня 2022 року, наступного дня після оголошення списку фіналістів Нацвідбору-2022, було дискваліфіковано учасника Laud. Заявлена ним пісня була оприлюднена за три роки до Нацвідбору, що суперечить правилам проведення шоу. Його замінив Barleben.

### Скандал з Аліною Паш
Після оголошення шортлисту виконавців, які потрапили у фінал Нацвідбору, виник скандал, пов'язаний з тим, що одна з учасниць фіналу — Аліна Паш — начебто перетинала авіапростір окупованого Криму незаконним способом, що порушує правила відбору. Проте Суспільне заявило, що воно «не має доказів» цього факту та «не є правоохоронним органом».
У результаті суддівського та глядацького голосування Аліна Паш перемогла в Нацвідборі. Після цього суспільне обурення щодо факту виступів[джерело?] співачки в Росії та Криму поновилося. У відповідь Суспільне оприлюднило довідку, надану Аліною Паш у підтвердження перетину адмінмежі з окупованим Кримом законним шляхом (через КПП у Херсонській області). Український активіст Сергій Стерненко заявив, що з власних джерел у ДПСУ має докази того, що Аліна Паш потрапила у Крим у 2015 році через територію Російської Федерації, що порушує закони України; також він припустив, що співачка могла підробити довідку. Після цього НСТУ подала відповідний запит до Держприкордонслужби України.
15 лютого речник Державної прикордонної служби України Андрій Демченко повідомив, що відомство не видавало Аліні Паш довідку, яку виконавиця надала НСТУ. Суспільне заявило, що буде зібрано засідання оргкомітету для розв'язання цього питання. Голова правління НСТУ Микола Чернотицький заявив, що звертатиметься до правоохоронних органів України за фактом підробки документів.
16 лютого Аліна Паш оголосила, що відмовляється від участі у Євробаченні-2022. Оргкомітет Нацвідбору заявив, що виконавицю дискваліфікували через порушення законів України та правил відбору.
23 лютого Головне управління Національної поліції у Києві повідомило на запит УНН, що проти Аліни Паш було відкрито кримінальне провадження за ч. 1 ст. 358 ККУ щодо підробки документів.

### Скандал щодо результатів глядацького голосування у фіналі Нацвідбору
Після оголошення результатів глядацького голосування під час фіналу виник скандал щодо точності оголошених балів. Під час оголошення балів зникла турнірна таблиця учасників, а ведучі кілька разів помилялися в оголошених балах. Після завершення етеру соліст гурту Kalush Orchestra Олег Псюк намагався побачити аркуш паперу, з якого ведучий Тімур Мірошниченко зачитував результати, проте йому в цьому відмовили. Після цього гурт звинуватив Суспільне у фальсифікації результатів глядацького голосування. Олег Псюк запропонував розібратися в ситуації в судовому порядку.
14 лютого голова оргкомітету та член журі Нацвідбору, член правління НСТУ Ярослав Лодигін заявив, що він готовий піти у відставку у зв'язку з ситуацією, що склалася. 18 лютого його таки було звільнено.
22 лютого НСТУ оприлюднила протоколи суддівського та глядацького голосування.

### Скандал щодо поїздки учасника «Kalush Orchestra» до Москви
15 лютого в мережі поширилося фото, опубліковане учасником «Kalush Orchestra» Тимофієм Музичуком на своїй сторінці в соцмережі «ВК» 20 січня 2015 року. На фото Музичук стоїть перед собором Василія Блаженного на Красній площі у Москві. На сторінці гурту в Instagram увечері того ж дня учасник заявив, що фото було зроблене до початку російсько-української війни — у 2013 році, коли він був у Москві в рамках поїздки від КНУКіМ з нагоди концерту Михайла Поплавського. Також цю інформацію підтвердила співачка Юлія Юріна.

### Скандал із голосуванням українського журі у фіналі за країни, які підтримують Україну
Під час фіналу конкурсу 14 травня українське національне професійне журі проголосувало так, що максимальні 12 балів отримала Велика Британія (див. вище). При цьому українське журі не віддало жодного балу Польщі, Литві та іншим країнам, які віддали за Україну свої 12 балів та підтримують її під час повномасштабного російського вторгнення. Це викликало обурення в українському суспільстві.
15 травня члени журі виправдали таку ситуацію. Ірина Федишин, попри заборону публікувати чи обговорювати суддівські бали під загрозою штрафу, оприлюднила фотографію як доказ того, що вона поставила Польщі оцінку в 10 балів. Голова журі Вадим Лисиця заявив, що будь-які корупційні складові виключені. Пізніше він також заявив, що журі при оцінюванні мають спиратися не на політичні чинники, а лише на «рівень номеру, співу та пісні», а також перепросив у польського народу.
16 травня членкиня журі Ірина Федишин заявила, що їй надійшла інформація про збій у системі оцінювання. Також вона наголосила, що журі не має права оцінювати країни за політичними чи національними критеріями.